# Pimoidae
Famille
Les Pimoidae sont une famille d'araignées aranéomorphes.

## Distribution

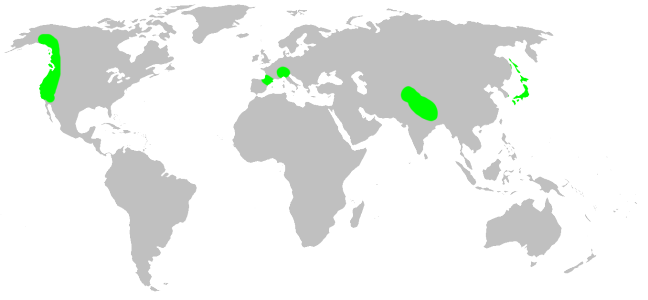
Distribution

Les espèces de cette famille se rencontrent en Asie, en Amérique du Nord et en Europe.

## Paléontologie
Cette famille est connue depuis le Paléogène.

## Taxonomie
Cette famille rassemble 80 espèces dans deux genres actuels.

## Liste des genres
Selon World Spider Catalog (version 22.5, 25/09/2021) :
- Nanoa Hormiga, Buckle & Scharff, 2005
- Pimoa Chamberlin & Ivie, 1943

## Publication originale
- Wunderlich, 1986 : Spinnenfauna gestern und heute: Fossile Spinnen in Bernstein und ihre heute lebenden Verwandten. Erich Bauer Verlag bei Quelle and Meyer, Wiesbaden, p. 1-283.